# 분성초등학교
분성초등학교(盆城初等學校)는 대한민국 경상남도 김해시에 있는 공립 초등학교이다.교장선생님은 안남수선생님이고 교감은 김지영 선생님이다.

## 연혁
- 2005년 3월 1일 : 개교
- 4월 5일: 개교 기념일

3월4일 개학식